# McElroy-Gletscher
Der McElroy-Gletscher ist ein Gletscher an der Pennell-Küste des ostantarktischen Viktorialands. Auf dem Tapsell Foreland fließt er westlich des Matthews Ridge in südlicher Richtung und mündet in den Barnett-Gletscher.
Der United States Geological Survey kartierte ihn anhand eigener Vermessungen und Luftaufnahmen der United States Navy aus den Jahren von 1960 bis 1963. Das Advisory Committee on Antarctic Names benannte ihn 1970 nach Clifford Turner McElroy (1924–2006), Geologe des United States Antarctic Research Program auf der McMurdo-Station von 1964 bis 1965 und von 1966 bis 1967.